# Kara Davut
Kara Davut pasa, más néven Davut pasa vagy  Hain Davut Pasha ("Davut pasa, az áruló") (Boszniai elajet, 1570 – Isztambul, 1623. január 18.) oszmán államférfi volt, aki 1622-ben, sógora I. Musztafa uralkodása alatt rövid ideig az Oszmán Birodalom nagyvezíre lett.
Első pozíciója Kethüda volt III. Mehmed (1595–1603) alatt, majd Kapıcıbaşı nevet kapta I. Ahmed (1603–1617, III. Mehmed szultán és egyik hitvese, Handan szultána fia) alatt. 1604-ben feleségül vette (a házasságot 1606 márciusában kötötték meg) Ahmed féltestvérét, III. Mehmed szultán és Halime szultána lányát. Egy fiuk és egy lányuk született, akiknek a neve ismeretlen.
I. Musztafa (1617–1618) első uralkodása alatt rövid időre kapudán pasa lett. Kinevezték ruméliai bejler-bejnek, majd nem sokkal később vezírnek.
I. Musztafa uralkodása idején, 1622. május 20-án lett nagyvezír Halime szultána, Musztafa anyja és saját anyósa hatására.
Végrehajtotta II. Oszmán kivégzését, levágva a fülét, hogy bizonyíthassa Haliménak, hogy II. Oszmán meghalt. 1622. június 13-án azonban elbocsátották, és haláláig kínozták, mert I. Musztafa szultán megerősítése nélkül végezte ki II. Oszmánt. Davut kivégzésének feltételezett oka az volt, hogy Halime félt II. Oszmán kivégzése miatti zavargásoktól, tekintettel arra, hogy Davut embertelenül végezte ki. A hadsereg szembeszállt vele, és a II. Oszmán kivégzésében részt vevőket 1623. január 18-án vele együtt végezték ki különböző módszerekkel. Az Aksaray állambeli Murat pasa mecsetben temették el.

## Fordítás
Ez a szócikk részben vagy egészben  a   Kara Davud Pasha című angol Wikipédia-szócikk ezen változatának fordításán alapul.  Az eredeti cikk szerkesztőit annak laptörténete sorolja fel. Ez a jelzés csupán a megfogalmazás eredetét és a szerzői jogokat jelzi, nem szolgál a cikkben szereplő információk forrásmegjelöléseként.